# 藤堂融
藤堂 融（とうどう とおる、1856年8月17日（安政3年7月17日） - 1908年（明治41年）9月17日））は、明治時代の司法官僚。大審院検事。名古屋控訴院検事長、大阪控訴院検事長。

## 経歴
豊前小倉藩領企救郡小倉城下田町（福岡県企救郡小倉町、小倉市田町を経て現北九州市小倉北区田町）出身。應當立常の長男。1876年（明治9年）家督を相続し1896年（明治29年）姓を藤堂に改める。1875年（明治8年）長崎師範学校卒業、1877年（明治10年）司法省法学校出仕生徒を経て、1881年（明治14年）判事となり、1886年（明治19年）よりドイツに私費で渡りで法学を修める。1890年（明治23年）東京控訴院判事となり大審院検事を経て、1898年（明治31年）名古屋控訴院検事長となった。のち大阪控訴院検事長に就任した。1908年（明治41年）9月17日胃がんのため死去。享年52歳。

## 栄典
位階
- 1882年（明治15年） - 正八位[2]
- 1898年（明治31年） - 正五位[2]
- 1908年（明治41年）9月17日 - 正四位[6]

勲章等
- 1908年（明治41年）9月17日 - 勲二等瑞宝章[6]